# Melle (Tyskland)
Om andra betydelser, se Melle
Melle är en stad i det tyska länet Osnabrück i förbundslandet Niedersachsen norr om Teutoburgerskogen. Staden har cirka 47 000 invånare och ligger ca 76 meter över havet.
Melle ligger cirka 30 km öster om Osnabrück och 30 km norr om Bielefeld vid motorvägen A30 (Amsterdam-Berlin).
Orten omnämndes 1169 för första gången i en urkund. 1443 fick samhället privilegier som köping (Wigbolds) av biskop Heinrich von Moers. 1866 blev Melle en del av kungariket Preussen.
Staden är känd som centrum för träindustri men det finns även firmor som producerar metalldelar, plast och Tetras huvudkontor och fabrik för akvariedetaljer.

## Personer från Melle
- Friedrich Leopold zu Stolberg-Stolberg (1750–1819), var en Greve
- Albert Bitter (1848–1926), var en katolsk biskop och apostolisk vikarie för Apostoliska vikariatet i Sverige
- Ludger Stühlmeyer (* 1961), är en tonsättare och kyrkomusiker